# Chris Finch
Pour les articles homonymes, voir Finch.
Christopher « Chris » Finch, né le 11 juin 1969 à Cambridge dans l'Ohio, est un joueur et entraîneur américain de basket-ball. Il évolue durant sa carrière au poste de meneur et est actuellement entraineur des Timberwolves du Minnesota au sein de la National Basketball Association (NBA). Il a été auparavant entraineur adjoint des Rockets de Houston, des Nuggets de Denver, des Pelicans de La Nouvelle-Orléans et des Raptors de Toronto.

## Carrière de joueur

### Université
Chris Finch est diplômé du Franklin & Marschall College de Lancaster (Pennsylvanie) en 1992. En 1991 et 1992 il est NCAA Division III All-American. 

### Professionnel
Finch a commencé sa carrière de joueur en Angleterre, avec les Sheffield Sharks, en National Basketball League. Pour la saison 1994-1995, Finch et Sheffield sont passés en première ligue du basket-ball britannique, la British Basketball League.

## Carrière d'entraîneur

### Sheffield Sharks
Finch a commencé sa carrière d'entraîneur en Angleterre, avec les Sheffield Sharks de la British Basketball League, la même équipe dans laquelle il a joué au cours de sa carrière de joueur professionnel. Il les a menés à plusieurs titres au cours de son mandat, faisant des Sharks la franchise la plus titrée de l'histoire de la ligue. Après avoir remporté le titre de la saison régulière avec Sheffield lors de la saison 1998-1999, il a été nommé entraîneur BBL de l'année.

### Gießen 46ers
Il a ensuite déménagé en Allemagne pour un nouveau défi, où il était l'entraîneur des Gießen 46ers, dans la Basketball-Bundesliga. Avec un bilan de 4-13 et une équipe au bord de la relégation, Finch fut assez rapidement renvoyé.

### Euphony Bree
Après son passage infructueux en Allemagne, Finch a déménagé en Belgique, où il était l'entraîneur d'Euphony Bree. Il a mené Bree à remporter leur premier et unique championnat belge de basket-ball en 2005.

### Dexia Mons-Hainaut
En 2007, Finch rejoint les rivaux de la Ligue belge de basket-ball de Bree, Dexia Mons-Hainaut, amenant plusieurs joueurs avec lui. Avec Finch aux commandes, Dexia Mons-Hainaut a atteint la finale de l'EuroChallenge 2007–08, où ils ont perdu contre le BK Barons Riga d'un seul point.

### Vipers de Rio Grande Valley
En 2009, Finch est devenu l'entraîneur des Vipers de Rio Grande Valley, de la NBA Gatorade League. Sous Finch, les Vipers ont terminé à la première place de la Conférence Ouest, avec un bilan de 34-16. Lors des playoffs, les Vipers ont battu Reno et Austin en 3 matchs et ont balayé Tulsa en finale pour remporter le premier championnat de la franchise. Finch a été nommé entraîneur de l'année de la NBA Gatorade League.

### Rockets de Houston
Finch est nommé assistant entraîneur des Rockets de Houston en 2011. Finch y acquiert une réputation d'être l'un des meilleurs entraîneurs à vocation offensive. Finch a été nommé assistant entraîneur principal en 2014.

### Pelicans de La Nouvelle-Orléans
Finch a été officiellement engagé par les Pelicans de La Nouvelle-Orléans le 8 juin 2017 en tant qu'assistant coach principal aux côtés d'Alvin Gentry. Le 16 novembre 2020, Finch n'a pas été retenu par les Pélicans.

### Raptors de Toronto
Le 4 décembre 2020, il a été officiellement annoncé comme nouveau membre du staff des Raptors de Toronto, où il a été entraîneur adjoint de Nick Nurse, dont il avait déjà été l'assistant aux Jeux olympiques d'été de 2012.

### Timberwolves du Minnesota
Le 22 février 2021, les Timberwolves du Minnesota ont nommé Finch comme entraîneur principal de l'équipe.

## Statistiques
| Participation en playoffs |

| Équipe    | Année     | Saison régulière | Saison régulière | Saison régulière | Saison régulière | Saison régulière          | Playoffs | Playoffs  | Playoffs | Playoffs | Playoffs                                                       |
| Équipe    | Année     | Matchs           | Victoires        | Défaites         | %                | Classement                | Matchs   | Victoires | Défaites | %        | Résultat                                                       |
| --------- | --------- | ---------------- | ---------------- | ---------------- | ---------------- | ------------------------- | -------- | --------- | -------- | -------- | -------------------------------------------------------------- |
| Minnesota | 2020-2021 | 41               | 16               | 25               | 39,0             | 4e en division Nord-Ouest | -        | -         | -        | -        | Pas de playoffs                                                |
| Minnesota | 2021-2022 | 82               | 46               | 36               | 56,1             | 3e en division Nord-Ouest | 6        | 2         | 4        | 33,3     | Défaite contre les Grizzlies de Memphis au premier tour        |
| Minnesota | 2022-2023 | 82               | 42               | 40               | 51,2             | 2e en division Nord-Ouest | 5        | 1         | 4        | 20,0     | Défaite contre les Nuggets de Denver au premier tour           |
| Minnesota | 2023-2024 | 82               | 56               | 26               | 68,3             | 3e en division Nord-Ouest | 16       | 9         | 7        | 56,3     | Défaite contre les Mavericks de Dallas en finale de conférence |
| Minnesota | 2024-2025 | -                | -                | -                | -                | -                         | -        | -         | -        | -        | -                                                              |
| Total     | Total     | 287              | 160              | 127              | 55,7             |                           | 27       | 12        | 15       | 44,4     |                                                                |

## Palmarès
- Champion de Belgique en 2005.
- Champion de la NBA Development League en 2010.
- Entraîneur de l'année de la NBA Development League en 2010.